# Anilocra pomacentri
Anilocra pomacentri är en kräftdjursart som beskrevs av Bruce 1987. Anilocra pomacentri ingår i släktet Anilocra och familjen Cymothoidae. Inga underarter finns listade i Catalogue of Life.

## Bildgalleri

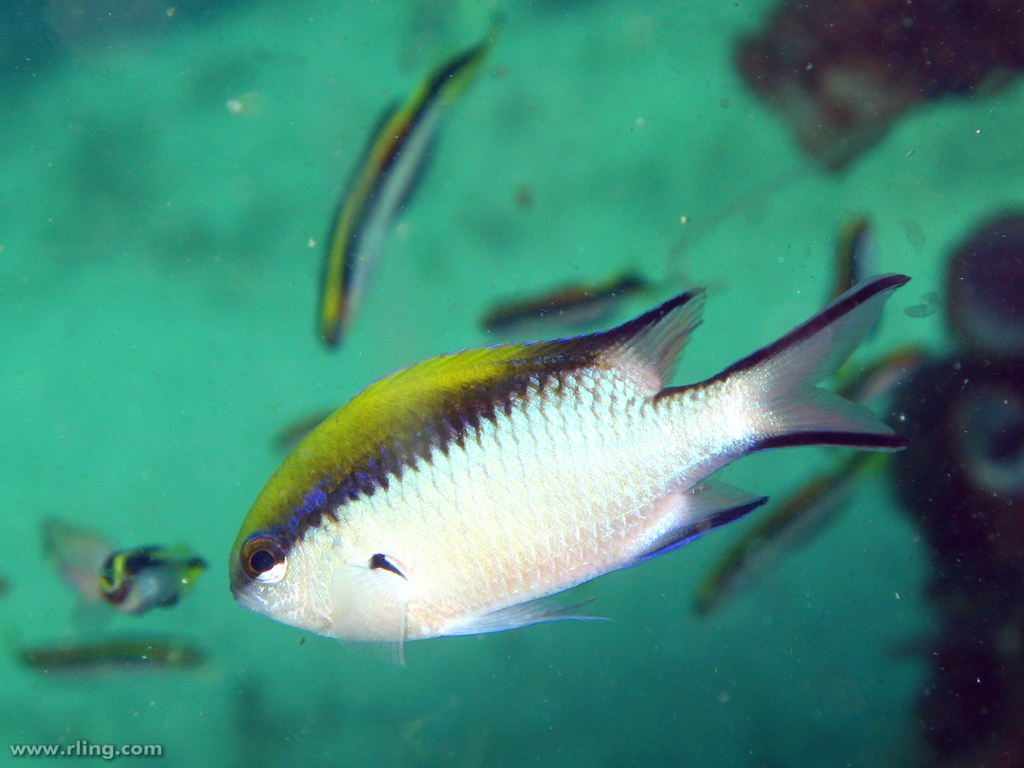